# Acacia mimica
Acacia mimica är en ärtväxtart som beskrevs av Richard Sumner Cowan och Bruce R. Maslin. Acacia mimica ingår i släktet akacior, och familjen ärtväxter.

## Underarter
Arten delas in i följande underarter:
- A. m. angusta
- A. m. mimica